# アルフレート・アンデルシュ
アルフレート・アンデルシュ（Alfred Hellmuth Andersch, 1914年2月4日 - 1980年2月21日）は、ドイツの作家。47年グループの創設者の一人。

## 経歴
1914年、ミュンヘンの出身。3人兄弟の2番目として生まれる。ギムナジウム(Wittelsbacher-Gymnasium)を中退後、商業学校を経て、18歳でドイツ共産党に入党。青年部の幹部として活動するが、反ファシズム運動として逮捕され、ダッハウ強制収容所に6か月間拘束された。収容所内で転向し、釈放後は工員として働く。第二次世界大戦の開戦とともに召集され、イタリア戦線に従軍するが、脱走し敵前逃亡。アメリカ軍に降伏し、以後は捕虜としてアメリカに留まり、ドイツ人再教育施設で終戦を迎える。
アメリカで収容されている間に、同じく捕虜であったグスタフ・ルネ・ホッケにより、抑留中のドイツ人捕虜向けの新聞として『叫び』が発行される。アンデルシュもこれに関わり、終戦後の1945年10月にはホッケのドイツ帰国に伴い編集を引き継ぐ。この『叫び』はドイツ人捕虜の帰国がほぼ完了する翌年4月まで刊行され、後の同名の雑誌の前身となる。
帰国後は、まずエーリッヒ・ケストナーの助手として、アメリカ軍情報局が主導していた『ノイエ・ツァイトゥング（新・新聞）』の編集に従事。ついで1946年8月にハンス・ヴェルナー・リヒターらとともに雑誌『叫び（ルーフ、Der Ruf）』を創刊。ニュルンベルク裁判、民主主義の基盤、大学制度などについて多くの時事評論を発表するが、1947年4月、ドイツ再軍備に反対する記事がアメリカ占領軍により問題とされ、発禁処分となる。これを受け、特定の主義主張も会則も持たない文学集団「47年グループ」をリヒターとともに結成。同グループの中心作家の一人となり、多くの作家を輩出することになる。
1952年、『自由のさくらんぼ』を発表。共産党員時代と敵前逃亡の経験を通じ、挫折した革命家の自己体験を自伝的に描く。1955年から1957年にかけ、前衛文芸誌『テクステ・ウント・ツァイヒェン(Texte und Zeichen)』を編集。1957年の『ザンジバル』ではナチスドイツから脱走を図る5人の人物の抵抗と冒険譚を同時並列的に描き、1950年代西ドイツ戦後文学の代表作として高く評価される。1958年にスイスへ移住し同国籍を取得。1960年に戦後の西ドイツからイタリアへ脱出する女性をモチーフに『赤毛の女』を発表。
晩年の1967年には『エフライム』、1974年には再びナチズム下の戦場を舞台にした『ヴィンターシュペルト（冬の麦）』を発表。1980年にホロコースト立案者として知られるハインリヒ・ヒムラーの父から学校を追放された少年を描く『殺人者の父親』を病床から発表。同作が遺作となった。
父が糖尿病を長く患った末に65歳で没したことから、自身も若い頃から短命を予感していた。図らずも父と同じ病、ほぼ同じ年齢で生涯を終えることになった。

## 作風
社会的束縛や全体主義に対する個人の自由を主要なテーマとしている。時事的な問題を多く取り扱い、現代社会に鋭く切り込む作家である。
マルクス主義とともに、フランスの象徴主義、実存主義の影響を受けている。これは戦勝国の政治的道徳を自作に取り入れることで、敗戦により信用を落としたドイツの伝統から脱却しようとするものである（これに対しハインリヒ・ベルらはアメリカのショート・ストーリー（短編小説）を取り入れている）。このマルクス主義と象徴主義の混淆が『自由のさくらんぼ』の特徴的な詩的散文に現れている。
ハンス・ヴェルナー・リヒターによれば、戦後すぐのアンデルシュの「お手本」はドイツの先達であるトーマス・マンであったとされる。彼は常にお手本を必要とし、トーマス・ウルフ、ウィリアム・フォークナー、アーネスト・ヘミングウェイなどに傾倒しては都度影響を受けていた。それから実存主義を聞きつけ、ある小冊子を入手してのめり込んだのだという。しかしアンデルシュは新しい知識をすぐに受け容れる一方でそれを手放すことも速かったため、実際に実存主義に魅了されていた時期はそう長くはなく、『叫び』や後年の著作に対して実存主義が与えた影響は少ないという。
1957年の『ザンジバル』では、動機の異なる5人がいずれも自由への逃走という目標へ向かって冒険する様子とその意味、そして個人の決断の重要性を少年に託して緊密な構成により描き出し、前衛的作家として高い評価を受けた。しかし次作の『赤毛の女』は『ザンジバル』に比べ通俗的で技巧や装飾に寄りすぎているとされ、低い評価となっている。マルツェル・ライヒ＝ラニツキの評論によれば、結末の甘さ、特に『ザンジバル』に比べて主人公フランツィスカが西ドイツを離れる理由が薄いというものである。ただし同書を訳した高本研一によれば、ポーランド生まれでナチスによりゲットーに追われ、戦後にポーランドで発禁処分を受け西ドイツへ移住した経歴を持つラニツキによる偏見が含まれていないとは言えないとしている。
アンデルシュは1950年代には文学を「最も高貴な認識形式」としてあらゆる社会的営為の頂点と考えていたが、1960年代に入ると社会における文学の重要性の低下と、文学が社会変革をもたらしえない苦悩を感じ、それを文学に形象すべく作風の変化がみられる。『エフライム』はその転換点に位置する作品とされ、上記の苦悩を現代文学の困難として自己反省としつつ、語り手自身の自己破壊により描いている。
1974年の『ヴィンターシュペルト』はナチス支配下の戦争末期の前線で軍事的行動を拒否するというテーマで、変革不可能と思われる現実に対して「もしも」という思考実験を文学の中で突きつけることにより、社会の変革に資する文学の可能性を問題化している。
最晩年には詩『第3条第3項 <Artikel 3(3)>』などにより現実政治への言及も見られた。遺作の『殺人者の父親』はナチズムを未解決の謎として描いている。登場人物である厳格な教師は、ハインリヒ・ヒムラーの父であり、実際にアンデルシュの教師であったヨーゼフ・ゲプハルト・ヒムラーがモデルであり、少年時代に自身が受けた苦い経験が綴られている。
また、1950年代には放送劇も手掛け、若い世代の理論的指導者の地位を占め、放送劇を芸術の分野にまで高めた一人とされる。ほか、テレビドラマや叙事詩も手掛けている。
ゼーバルトは、ドイツに議論を巻き起こした論考「空襲と文学」とともに発表したアンデルシュ論「悪魔と紺碧の深海のあいだ」（1999）において、彼の作品を「免罪と自己正当化の文学として厳しく断罪している」（鈴木仁子）。

## 47年グループとの関わり
雑誌『叫び』の末期、アンデルシュの内心は既に同紙からやや離れており、発禁処分を受けた際にもリヒターほどの打撃は受けておらず、新しい雑誌を発刊しようとする集まりにも当初は加わらなかったという。彼は既に自己中心的に執筆作業を行っていた。しかし47年グループの2回目の集会には自身の作品、それも大作を持参して参加している。以後の数年間はほとんどの集会に参加し、朗読や批評に従事した。しかしやがて参加頻度が下がり、イルゼ・アイヒンガー、インゲボルク・バッハマン、パウル・ツェランらが出席した1952年のニーンドルフでの集会にも参加しなかった。グループに愛着を持つ一方で、同会から突き放されるのを感じていたという。この時期、リヒターの取り組みには意義を感じつつも、自らの方向性とは必ずしも一致していなかった。
スイスに移住する決断は、ドイツの再軍備に伴う再ファッショ化傾向を理由に挙げ、一種の亡命であるという。生まれついた民族は、自分がそれに適しているかは関係なく別れようのないものであり、ドイツの国内で責任を果たそうと考えるリヒターに対し、アンデルシュは自らも属するドイツ民族は救いようがないほどに毒されていると見なし、スイスへの移住は重荷を課せられた民族からの飛躍であり、大戦中に望みながら実現できなかったドイツ第三帝国からの大亡命を遅ればせながらにして行うというものであった。以降、リヒターとの接触は数えるほどしかなくなった。
その後は1956年のベーベンハウゼンの集会にハンス・マグヌス・エンツェンスベルガーを連れて来たことと、1962年のベルリンでの集会に参加したのが最後となっている。この集会で既に『ブリキの太鼓』などの作品で有名作家となっていたギュンター・グラスと知り合うが、両者は最初から互いに反感を持っていることが明確だったという。アンデルシュの見解では47年グループは既に出世主義者の集団に変質し、その中心がグラスであると見なしていた。リヒターのみは例外であるが、会のメンバーはリヒターを利用して利己的な目標を見ているに過ぎないと考えていた。
47年グループの末期、アンデルシュはリヒターに対し、グループをフランスのアカデミー・フランセーズを模した「芸術協会」に改組する提案をしているが、300年の伝統を持つアカデミーの真似事など破綻が見えているとするリヒターの反対により実現しなかった。

## 主要作品
小説、自伝、評論など

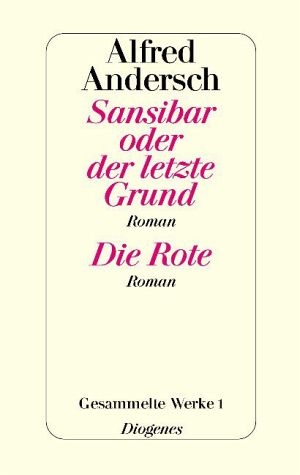
ザンジバル、または最後の理由

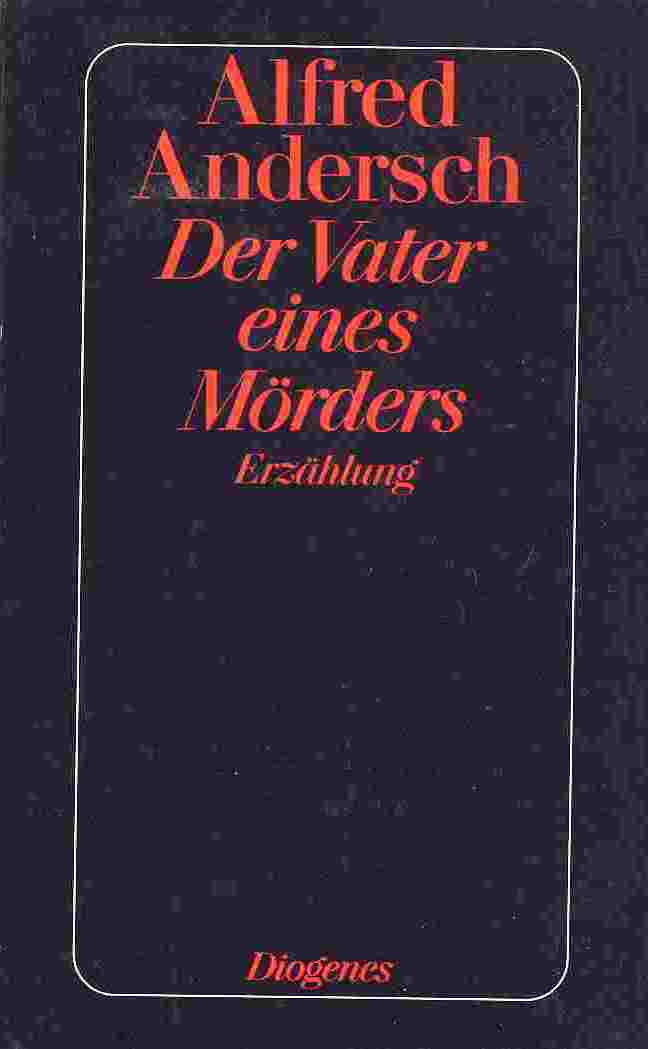
殺人者の父親

- Deutsche Literatur in der Entscheidung 1948 『危機におけるドイツ文学』 - 評論
- Die Kirschen der Freiheit 1952 『自由のさくらんぼ（ドイツ語版）』 - 自伝的報告
- Piazza San Gaetano. Suite 1957 『サン・ガエターノ広場』 - 文字による組曲
- Sansibar oder der letzte Grund 1957 『ザンジバル、または最後の理由（ドイツ語版）』 - 小説
- Geister und Leute 1958 『幽霊と人々』 - 短編集
- Die Rote 1960 『赤毛の女』 - 小説。のちに映画化（ドイツ語版）
- Ein Liebhaber des Halbschattens 1963 『半影の愛好者』 - 3篇の小説集
- Efraim 1967 『エフライム』 - 小説
- Winterspelt 1974 『ヴィンターシュペルト（ドイツ語版）』（冬の麦） - 小説。のちに映画化（ドイツ語版）
- Der Vater eines Mörders 1980 『殺人者の父親（ドイツ語版）』 - 小説

放送劇
- Fahrerflucht 1957